# Marburger Institut für Innovationsforschung und Existenzgründungsförderung
Das Marburger Institut für Innovationsforschung und Existenzgründungsförderung (MAFEX) ist ein wissenschaftliches Institut des Fachbereichs Wirtschaftswissenschaften an der Philipps-Universität Marburg. Als solches ruht es auf zwei inhaltlichen Säulen. Zum einen der Sensibilisierung und Förderung von Existenzgründungen aus der Hochschule, zum anderen dem Wissenstransfer und der Beratung im Bereich des Innovationsmanagements.

## Geschichte
Das MAFEX wurde im Jahr 1998 als Stiftung, unter dem Namen Marburger Förderzentrum für Existenzgründer aus der Universität, gegründet und hat sich das Ziel gesetzt, Gründende aus der Hochschule auf ihrem Weg in die Selbständigkeit zu unterstützen. Am 24. April 2015 wurde das MAFEX als wissenschaftliches Institut an die Philipp-Universität Marburg angeschlossen und führt seither den Namen Marburger Institut für Innovationsforschung und Existenzgründungsförderung. Mit der Namensänderung ging auch die Einführung eines neuen Logos einher, das Akronym MAFEX blieb allerdings erhalten. Seit seiner Gründung hat das MAFEX bereits mehr als 500 Existenzgründungsprojekte aus dem universitären Umfeld aktiv unterstützt.

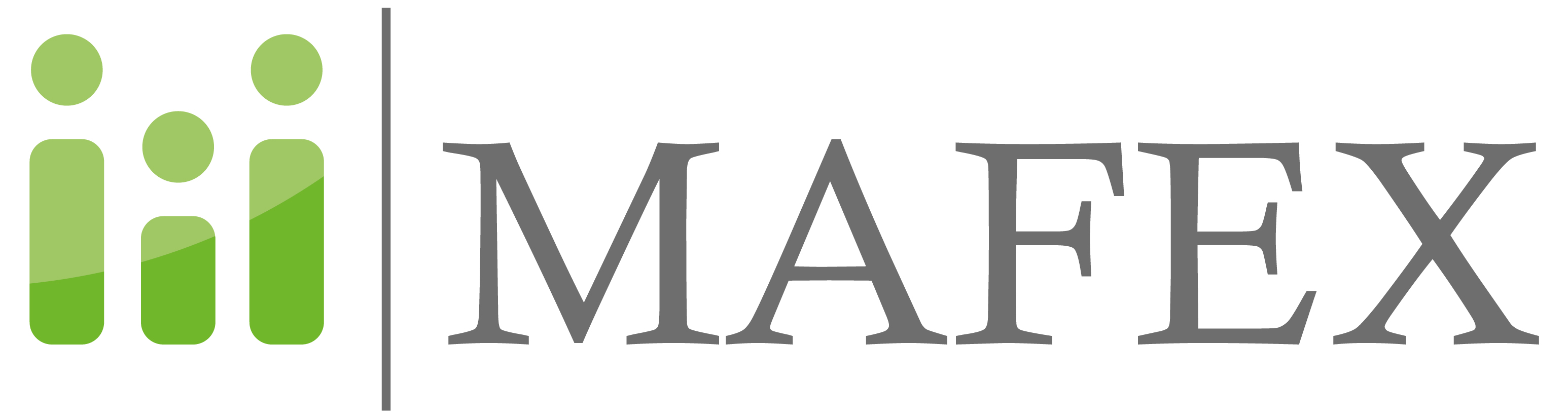
Logo

## Struktur
Die Struktur des MAFEX besteht aus zwei organisatorischen Bausteinen. Zum einen aus einem operativen Team, das bereits seit Gründung des Instituts durch zwei Professoren des Fachbereichs Wirtschaftswissenschaften der Philipp-Universität Marburg geleitet wird. Die Funktion des geschäftsführenden Direktors füllt Michael Stephan aus. Die stellvertretende geschäftsführende Direktorin ist Vivien Procher. Zum anderen aus weiteren unterstützenden Organen, wie der Gesellschaft zur Förderung des Marburger Förderzentrums für Existenzgründer aus der Philipps-Universität e.V. und einem Beirat. Mit dieser Governance-Struktur sollen die Interessen der verschiedenen Anspruchs- und Bezugsgruppen des MAFEX gebührend berücksichtigt werden. Sie spiegelt den interdisziplinären Charakter des MAFEX innerhalb der Universität wider und bindet außeruniversitäre Interessensgruppen in die Aktivitäten des Instituts ein.

## Leistungen und Projekte
Das Leistungsspektrum des MAFEX teilt sich auf zwei tragende Säulen auf. Die erste dieser Säulen umfasst die Beratung und auch Forschung im Bereich des Innovationsmanagements. Innovationsprojekte werden durch die Mitarbeitenden des MAFEX beratend begleitet und auf der Grundlage wissenschaftlicher Arbeiten Handlungsempfehlungen ausgesprochen. Die Zielgruppe dieser Leistung konzentriert sich im Kern auf kleine und mittelständische Unternehmen aus der Region Mittelhessen. Neben der praxisnahen Innovationsberatung deckt diese inhaltliche Säule ebenfalls rein wissenschaftlich orientierte Projekte ab. Ein Beispiel hierfür ist die Mitwirkung an der Marburger Coaching Studie.
Die zweite Säule des MAFEX ist die Förderung der Gründungsaktivitäten an der Philipps-Universität Marburg. Hierbei bietet das MAFEX individuelle Beratungsleistungen, zum Thema Existenzgründung, für alle Angehörigen der Universität. Durch die Förderung der Fördervereins und einiger öffentlicher Träger, wie dem Hessischen Ministerium für Wissenschaft und Kunst, des Bundesministeriums für Wirtschaft und Energie und dem Europäischen Fonds für Regionale Entwicklung (EFRE), konnten darüber hinaus weitere Projekte ins Leben gerufen werden, um die Gründungsaktivitäten der Hochschulangehörigen zu unterstützen. Darunter fällt der hochschulweite Ideenwettbewerb, der unter dem Namen UNI IDEEN MARBURG, alle zwei Jahre an der Philipps-Universität Marburg durchgeführt wird. Mit der Eröffnung und Implementierung eines universitären Inkubators kann neben einer Coworking Fläche, die fünf bis sechs Gründungsteams Platz bietet, auch eine fachliche und persönliche Qualifizierung für die Gründer bereitgestellt werden. Seit Mai 2020 tritt das MAFEX als ausführende Stelle der Philipps-Universität Marburg im hochschulübergreifenden Verbundprojekt „StartMiUp – Startupnetzwerk Mittelhessen“ unter dem Dach des Forschungscampus Mittelhessen auf. Verbundpartner sind die Justus-Liebig-Universität Gießen, vertreten durch das Entrepreneurship Cluster Mittelhessen und die Technische Hochschule Mittelhessen. Das Projekt wird im Rahmen des Programms EXIST-Potentiale gefördert.